# Zimski jugo-kup u nogometu 1937./38.
Zimski Jugo-kup u nogometu (također i pod nazivom Zimski kup) za sezonu 1937./38. je osvojio Građanski iz Zagreba.

## Rezultati

### I. kolo
| datumi                    | klub1             | klub2               | rezultati | napomene |
| ------------------------- | ----------------- | ------------------- | --------- | -------- |
| 02.01.1938. / 08.01.1938. | Jedinstvo Beograd | Jugoslavija Beograd | 1:2, 0:5  |          |
| 02.01.1938. / 07.01.1938. | BSK Beograd       | BASK Beograd        | 3:3, 4:1  |          |
| 02.01.1938. / 06.01.1938. | Građanski Zagreb  | Concordia Zagreb    | 4:1, 2:0  |          |

### II. kolo
| datumi                    | klub1        | klub2               | rezultati | napomene |
| ------------------------- | ------------ | ------------------- | --------- | -------- |
| 16.01.1938. / 23.01.1938. | BSK Beograd  | Jugoslavija Beograd | 4:1, 1:1  |          |
| 16.01.1938. / 23.01.1938. | SK Ljubljana | Građanski Zagreb    | 3:8, 1:6  |          |

### Poluzavršnica
| datumi                    | klub1        | klub2            | rezultati | napomene |
| ------------------------- | ------------ | ---------------- | --------- | -------- |
| 30.01.1938. / 06.02.1938. | BSK Beograd  | Slavja Sarajevo  | 11:0, 1:0 |          |
| 30.01.1938. / 06.02.1938. | Hajduk Split | Građanski Zagreb | 0:1, 0:2  |          |

### Završnica
| datumi                    | klub1            | klub2       | rezultati | napomene |
| ------------------------- | ---------------- | ----------- | --------- | -------- |
| 13.02.1938. / 20.02.1938. | Građanski Zagreb | BSK Beograd | 4:1, 2:2  |          |

## Poveznice
- Kupovi Kraljevine Jugoslavije u nogometu
- Prvenstvo Jugoslavije u nogometu 1937./38.